# راي لويس (منافس ألعاب قوى)
راي لويس (بالإنجليزية: Ray Lewis) (و. 1910 – 2003 م) هو منافس ألعاب قوى كندي، ولد في هاميلتون، شارك في الألعاب الأولمبية الصيفية 1932، توفي في هاميلتون، عن عمر يناهز 93 عاماً.

## جوائز
حصل على جوائز منها:
- نيشان كندا من رتبة عضو.

## روابط خارجية
- راي لويس على موقع أوليمبيديا (الإنجليزية)
- راي لويس على موقع اللجنة الأولمبية الكندية (الإنجليزية)
- راي لويس على موقع اتحاد ألعاب الكومنولث (مؤرشف) (الإنجليزية)